# دنی دنزونگپا
دنی دنزونگپا (انگلیسی: Danny Denzongpa؛ زادهٔ ۲۵ فوریهٔ ۱۹۴۸) یک هنرپیشه اهل هند است. وی از سال ۱۹۶۳ میلادی تاکنون مشغول فعالیت بوده‌است.
از فیلم‌ها یا برنامه‌های تلویزیونی که وی در آن نقش داشته‌است می‌توان به آشوکا، هفت سال در تبت اشاره کرد.
وی همچنین برنده جوایزی همچون جوایز فیلم‌فیر شده‌است.

## فیلم‌شناسی
فهرست برخی از فیلم‌هایی که دنی دنزونگپا در آنها به ایفای نقش پرداخته‌است:
- آشوکا
- هفت سال در تبت
- ارتش
- شانس
- برادر بزرگ
- بوکسور
- هت‌تریک
- جی هو
- عشق بی‌وفا
- رئیس
- تو متعلق به وطنی
- تقلا
- مسیر پیروزی
- هندی
- مسیر آتش
- سوگند خونین
- نام من شبانا
- کوهرام
- جهان گناه
- منزل منزل
- پاسخ
- شاهزاده
- قانون کور
- جاگیر
- جنگ
- داخل و خارج
- انقلابی شجاع
- گورودو
- چمکو
- سلسله عشق
- کارخانه اسید
- انتظار
- آدم پرهیزکار
- یخ‌زده
- طلای نقره‌ای
- عبدالله
- لیلی مجنون
- مانیکارنیکا
- چهارراه
- لاکشمن رکها
- آتش دل
- ظلم و ستم
- آشکارا
- شهزاده
- سورما بوپالی
- زلزله
- قطار سوزان
- پسر هیمالیا
- پادشاه خیابان
- محدودیت
- همه جا را آتش بزنید
- دین و قانون
- نوکر همسر
- با عزت زندگی می‌کنیم
- جنگجو
- جستجو کردن
- عصر جدید
- نجات
- دزد سر و صدا می‌کند
- پایان
- ویرانگر
- من عاشق بهار هستم
- باشکوه
- اولین نامه عاشقانه
- قرض
- افسر
- تفکر
- امسال
- اعتبار
- پدربزرگ خدا
- مه
- فاکیرا
- خون دو رنگ دارد
- مال خودم
- عشق هرگز شکست نمی‌خورد
- ارتفاع
- آخرین شرط
- هزار رنگ ما
- بلندی
- دیوانه اسم توست
- خدا
- سپر